# Balitora
Genre
Balitora est un genre de poissons téléostéens de la famille des Balitoridae et de l'ordre des Cypriniformes.

## Liste des espèces
Selon World Register of Marine Species (21 février 2025) :
- Balitora annamitica Kottelat, 1988
- Balitora brucei Gray, 1830
- Balitora burmanica Hora, 1932
- Balitora chipkali Kumkar, Katwate, Raghavan & Dahanukar, 2016
- Balitora eddsi Conway & Mayden, 2010
- Balitora elongata Chen & Li, 1985
- Balitora haithanhi Nguyen, 2005
- Balitora jalpalli Raghavan, Tharian, Ali, Jadhav & Dahanukar, 2013
- Balitora kwangsiensis (Fang, 1930)
- Balitora lancangjiangensis (Zheng, 1980)
- Balitora laticauda Bhoite, Jadhav & Dahanukar, 2012
- Balitora longibarbata (Chen, 1982)
- Balitora ludongensis Liu & Chen, 2012
- Balitora meridionalis Kottelat, 1988
- Balitora mysorensis Hora, 1941
- Balitora nantingensis Chen, Cui & Yang, 2005
- Balitora nigrocorpa Nguyen, 2005
- Balitora nujiangensis Zhang & Zheng, 1983
- Balitora tchangi Zheng, 1982
- Balitora vanlani Nguyen, 2005
- Balitora vanlongi Nguyen, 2005

### Note
Selon Kottelat, M. (2012) et Raghavan, R., Tharian, J., Ali, A., Jadhav, S. & Dahanukar, N. (2013), seulement 13 espèces, :
- Balitora annamitica Kottelat, 1988
- Balitora brucei J. E. Gray, 1830
- Balitora burmanica Hora, 1932
- Balitora eddsi Conway & Mayden, 2010
- Balitora jalpalli Raghavan, Tharian, Ali, Jadhav & Dahanukar, 2013[3]
- Balitora kwangsiensis (P. W. Fang, 1930)
- Balitora lancangjiangensis (C. Y. Zheng, 1980)
- Balitora laticauda Bhoite, Jadhav & Dahanukar, 2012[4]
- Balitora longibarbata (Y. R. Chen, 1982)
- Balitora ludongensis S. W. Liu, Y. Zhu, R. F. Wei & X. Y. Chen, 2012[5]
- Balitora meridionalis Kottelat, 1988
- Balitora mysorensis Hora, 1941 (Slender stone loach)
- Balitora nantingensis X. Y. Chen, G. H. Cui & J. X. Yang, 2005

## Taxonomie
Le nom valide complet (avec auteur) de ce taxon est Balitora Gray, 1830.

## Publication originale
- Gray, J.E. (1830). Illustrations of Indian Zoology; Chiefly Selected from the Collection of Major-General Hardwicke, F. R. S. Volume 1. Part 3. London: Treuttel, Wurtz, Treuttel, Jun. and Richter.